# Pipistrellus javanicus
Pipistrellus javanicus är en fladdermusart som först beskrevs av Gray 1838.  Pipistrellus javanicus ingår i släktet Pipistrellus och familjen läderlappar. IUCN kategoriserar arten globalt som livskraftig. Inga underarter finns listade i Catalogue of Life. Wilson & Reeder (2005) skiljer mellan fem underarter.
Individerna blir med svans 75 till 90 mm långa, svanslängden är 29 till 37 mm och vikten ligger vid 4 till 7 g. Pipistrellus javanicus har 32 till 37 mm långa underarmar, 7 till 10 mm långa bakfötter och 10 till 13 mm stora öron. Pälsen på ovansidan bildas av hår som är mörkbruna nära roten och lite ljusare brun vid spetsen. Undersidans päls är ännu ljusare. Den korta broskiga fliken i örat (tragus) är på toppen avrundad. Dessutom kännetecknas det avplattade huvudet av en bred nos.
Denna fladdermus förekommer i södra och sydöstra Asien från östra Afghanistan och regionen Kashmir över Indokina och Malackahalvön till Filippinerna, Sulawesi och Timor. I centrala Indien har den bara några mindre och från varandra skilda populationer. Pipistrellus javanicus lever i låglandet och i bergstrakter upp till 2380 meter över havet. Den vistas i olika slags skogar och i kulturlandskap.
Arten vilar i trädens håligheter, under lösa barkskivor, i bergssprickor, i håligheter mellan murarnas stenar samt i byggnader. Vid sovplatsen bildas oftast mindre flockar. Individerna börjar tidig på kvällen sin jakt efter små insekter. Honor kan ha tre kullar per år med två ungar per kull. Pipistrellus javanicus jagar med hjälp av ekolokalisering.